# Kukl
KUKL – islandzka grupa punkowa z gatunku anarcho-punk, powstała w roku 1983, bardziej znana jako pierwszy zespół islandzkiej piosenkarki Björk. Nazwę zespołu można przetłumaczyć ze średniowiecznego języka islandzkiego jako „czar”.

## Historia
Początki
Zespół powstał w roku 1983, gdy Ásmundur Jónsson z wytwórni Gramm Records postanowił stworzyć awangardowy zespół, który wystąpiłby w ostatnim odcinku programu radiowego Áfangar. Do projektu została zaproszona wokalistka Björk z zespołów Exodus i Tappi Tíkarrass, trębacz i wokalista Einar Örn Benediktsson (znany jako Einar Ørn) z zespołu Purrkur Pillnikk, klawiszowiec  Einar Arnaldur Melax z zespołu Medúsa, basista Birgir Mogensen z zespołu Spilafífl, perkusista Sigtryggur Baldursson (znany jako Trix) oraz gitarzysta Guðlaugur Kristinn Óttarsson (znany jako God Krist) z zespołu Þeyr.
Po dwóch tygodniach tworzenia tekstów i wspólnych prób, zespół wystąpił na antenie radia. Entuzjazm wynikający z ich wspólnej pracy doprowadził do podjęcia decyzji o stworzeniu zespołu.  
Pierwszy ich występ na żywo odbył się 20 września 1983 roku w Reykjavíku, jako support dla brytyjskiego zespołu anarchopunkowego Crass.  Krótko po tym występie, zespół wydał swój pierwszy singiel zatytułowany „Söngull”.
The Eye
Einar Ørn studiował medioznawstwo na Polytechnic of Central London. Studia te umożliwiły mu nawiązanie kontaktu z brytyjskimi zespołami anarchopunkowymi takimi jak Flux of Pink Indians i Crass. Nawiązana z nimi współpraca zaowocowała powstaniem pierwszego albumu zespołu Kukl, The Eye (wyprodukowanego przez Penny’ego Rimbaud, członka zespołu Crass). Tytuł „The Eye” (z angielskiego „oko”) nawiązywał do ulubionej książki Björk, wydanej w 1928 roku „Historii oka” autorstwa Georges’a Bataille’a, która opowiada o perwersjach seksualnych pary nastoletnich kochanków. Autorką okładki albumu była Dada Nana. Album zawierał anglojęzyczną wersję „Söngull”, która pojawiła się pod zmienionym tytułem jako „Dismembered” (z angielskiego „pozbawiony kończyn”). Jedynym utworem, który doczekał się własnego wideoklipu (wyreżyserowanego przez Óskara Jónassona), jest „Anna”,
Kukl à Paris, koncerty i MegaKukl
14 września 1984 Kukl dał koncert w Paryżu, który następnie został wydany w 1985 roku (jedynie w wersji kasetowej) przez niezależną francuską wytwórnię muzyczną V.I.S.A.. W 1985 Kukl występował podczas najważniejszych, europejskich festiwali muzycznych, m.in. w Holandii podczas Pandora’s Box Festival lub w Danii podczas Roskilde Festival. Także w roku 1985 Kukl i islandzki muzyk rockowy Megas (Magnús Þór Jónsson) stworzyli osobny projekt muzyczny nazwany „MegaKukl”. Po stworzeniu około 20 piosenek, które nigdy nie zostały wydane, członkowie MegaKukl dali jedynie kilka koncertów na Islandii.
Holidays in Europe
24 stycznia 1986 roku Kukl wydał swój drugi i jednocześnie ostatni album „Holidays in Europe (The Naughty Nought)”. Do dwóch utworów z tej płyty („Outward Flight (Psalm 323)” i „France (A Mutual Thrill)” powstały wideoklipy.
Rozpad grupy, The Elgar Sisters
W 1986 członkowie zespołu rozpoczęli osobne projekty muzyczne, co doprowadziło do zakończenia działalności grupy Kukl. Óttarsson i Björk stworzyli The Elgar Sisters, grupę, w której w skład wchodzili członkowie Kukl (z wyjątkiem Einara Ørna) oraz m.in. Hilmar Örn Hilmarsson i Þorsteinn Magnússon. W tym składzie nagrali oni wspólnie 11 piosenek, po czym zespół się rozpadł.

## Dyskografia
Single
- 1983 – Söngull (Gramm)

Albumy
- 1984 – The Eye (Crass Records)
- 1985 – Kukl à Paris 14.9.84 (V.I.S.A.)
- 1986 – Holidays in Europe (The Naughty Nought) (Crass Records)

Kompilacje
- 1984 – V.I.S.A. Présente (Bondage Records / V.I.S.A.)
- 1987 – Geyser – Anthology of the Icelandic Independent Music Scene of the Eighties (Enigma Records)
- 2002 – Family Tree (One Little Indian)

Niepublikowane materiały: MegaKukl (1985):

- Nieoficjalne wydania: Megas i KUKL nagrali ponad 20 piosenek podczas koncertu, jednak taśmy z nagraniem nigdy nie zostały wydane.

## Teledyski
- 1984 – ”Anna” (MPEG) - wyreżyserowany przez Óskar Jónasson.
- 1986 – ”A Mutual Thrill” (QuickTime).

## Członkowie zespołu
- Björk Guðmundsdóttir – śpiew
- Einar Örn Benediktsson – śpiew, trąbka
- Guðlaugur Kristinn Óttarsson – gitara elektryczna
- Einar Arnaldur Melax – instrumenty klawiszowe
- Birgir Mogensen – gitara basowa
- Sigtryggur Baldursson – perkusja